# نرم‌افزارهای رشته مهندسی مکانیک شاخه CAD و CAE

## نرم‌افزارهای رشته مکانیک شاخه CAE, CAD و CAM
دنیای امروز دنیای گستردهٔ نرم‌افزارهاست دنیایی که مبتنی بر سرعت محاسبات می‌باشد و برای این هدف استفاده از نرم‌افزارها بهترین گزینه می‌باشد.
برای آشنایی با نرم‌افزارهای مکانیکی لازم است که ابتدا با شاخه‌های کلی نرم‌افزاری آشنا شویم.

## مهندسی به کمک رایانه (CAE)
معنای لغوی Computer Aided Engineering مهندسی به کمک رایانه است. واژه CAE به این معنی است که تحلیل‌های استاتیکی، دینامیکی و حرارتی روی قطعات شبیه‌سازی شده در رایانه انجام می‌گیرد. در این مرحله توزیع تنش، تغییر مکان و در مواردی دما در حین عملکرد قطعه و مجموعه بدست می‌آید.

## ساخت به کمک رایانه (CAM)
معنای لغوی Computer Aided Manufacturing ساخت به کمک رایانه است. واژه CAM مرحله‌ای است که در آن روش ساخت مورد بررسی قرار می‌گیرد و توسط نرم‌افزارهای خاص کدهایی به نام جی کد G Cod به دستگاه می‌فهماند که چه مراحلی را برای ماشین‌کاری باید طی کند که شامل مراحل خشن کاری و اتمام کار(Finishing) است و توسط راهبردهای به خصوص صورت می‌گیرد.

### نرم‌افزارهای طراحی به کمک رایانه (CAD)
.

## نرم‌افزار CATIA
نرم‌افزار کتیا (CATIA) اولین بار در سال ۱۹۷۷ توسط هواپیمایی فرانسه (Avions Marcel Dassault) برای ارتقا دادن هواپیمای جنگنده میراژ و سپس در هوافضا، خودرو‌سازی و کشتی‌سازی تحت عنوان CATI (Conception Assistée Tridimensionnelle Interactive) مورد استفاده قرار گرفت. در سال ۱۹۸۱ به CATIA تغییر نام داد. در سال ۱۹۸۴ شرکت بویینگ تصمیم به استفاده از CATIA V3 به عنوان نرم‌افزار اصلی خود گرفت و بدین ترتیب بزرگترین مصرف‌کنندهٔ این نرم‌افزار نامیده شد؛ و در سال ۱۹۹۰ شرکت کشتی‌سازی آمریکا برای طراحی ناو جنگی از این نرم‌افزار استفاده کرد.
در سال ۱۹۹۸ نسخه ۵ به بازار ارائه شد که توسط UNIX و Windows NT و Windows XP تا سال ۲۰۰۱ پشتیبانی شد و به همین ترتیب در سال‌های ۲۰۰۸ و۲۰۱۰ و ۲۰۱۲ نسخه‌های بعدی و پیشرفته تر این نرم‌افزار ارائه گردید.

### بخش‌های مهم برنامه CATIA
Part design: طراحی قطعه
Assembly design: مونتاژ
Composite design:طراحی کامپوزیت
Weld design: برای نشان دادن اتصالات جوش
Sheet metal design: برای ورق کاری
Structure design: برای طراحی سازه‌ها
Aerospace sheet metal design: برای طراحی قطعات هوافضا
Wire frame & surface: برای طراحی سطوح پیچیده
Cast & forged part optimizer: برای بهینه‌سازی قطعات قالبگیری شده
Generative drafting: برای ایجاد نقشه‌های مهندسی
Shape free style: طراحی سطوح خاص
Automotive body: برای طراحی بدنهٔ اتومیبل
Piping diagram: طراحی نقشهٔ لوله‌ها در کارخانه‌ها
Hanger design: طراحی آویزها
Tubing design: برای تعیین محل عبور آویزها
HVAC design: برای طراحی سیستم‌های تهویهٔ مطبوع
Imagine & shape: طراحی حجم‌ها خاص

## نرم‌افزار SOLIDWORKS
نرم‌افزار سه بعدی کامل است که به منظور طراحی، شبیه‌سازی و گردآوری اطلاعات طراحی شده‌است. امکانات این محصول این شرایط را ایجاد می‌کند تا قطعه هرچه راحت‌تر و سریعتر طراحی شود و با همکاری قسمت‌های مختلف با سرعت و دقت محصولی مقرون به صرفه ارائه گردد.
یکی از نرم‌افزارهای مطرح که تقریباً به تمامی نیازهای یک مهندس طراح جامهٔ عمل پوشانده است. سالیدورکس (SolidWorks) ساخت شرکتی به همین نام است که البته چند سالی است که زیر مجموعه Dassault System ,سازنده CATIA قرار گرفته‌است.
این نرم‌افزار شامل سه بخش اساسی و مهم است که هر یک وظیفه خاص به خود را دارا می‌باشد این بخش‌ها عبارتند از:
1. part برای ایجاد قطعه
2. surface :جهت ایجاد صفحات فلزی
3. shell and #loft: جهت ایجاد سنبه و

ماتریس و طراحی قالبهای مختلف
1. sheet metal:ورقکاری
2. weldment:سازهای جوشکاری شده و مونتاژی
3. Tool box:پیچها و مهره هاو تجهیزلت اماده در بازار به صورت استاندارد

1. solid express:تحلیل مقاومتی
2. simulstion:حرکت و تنتختب موتور فنر و تجهیزات ایجاد نیرو
3. bill of material: انتخاب نوع ماده ی سازنده ومحاسبه وزن
4. hole wizard: ایجاد انواع سوراخ استاندارد رزوه دار و بدون رزوه

توانایی تهیه ی انیمیشن سازه ی ساخته شده ی متحرک در نرم افزار و نحوه ی جداشون قطعات مونتاژ شده و مونتاژ ان بصورت انیمشن و ویدئو
1. Assembly برای مونتاژ قطعات ایجاد شده
2. Drawing ایجاد نقشهٔ دو بعدی از

و همینطور توانایی گرفتن جی کد برای دستگاه اای nc  و cnc.  و طرح

## مقایسه دو نرم‌افزار CATIA و SOLIDWORKS

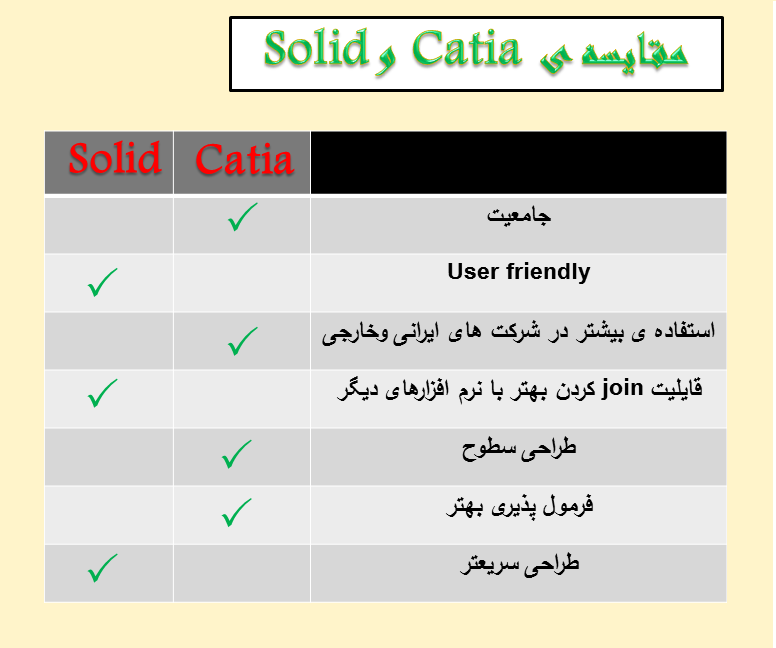
مقایسه نرم‌افزارهای CATIA و SOLIDWORKS

## نرم‌افزار ABAQUS

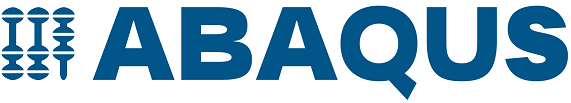
لوگوی برنامه ABAQUS

در سال ۱۹۷۲ میلادی شخصی به نام David Hibitt، پایان‌نامه دکترای خود را تحت عنوان مکانیک محاسباتی بر پایهٔ روش اجزای محدود در دانشگاه Brown ارائه کرد.
در سال ۱۹۷۷ دکتر Hibitt پس از آنکه مدت‌ها در شرکت تحلیل و پژوهش ئMark مشغول به کار بود، این شرکت را ترک کرد و نرم‌افزار ABAQUS را پایه‌گذاری نمود. در سال ۱۹۷۸، Hibitt به همراه دو شریک خود Karlsson و Sorensen شرکتی را به نام HKS را تأسیس کردند که اولین ویرایش ABAQUS را منتشر کرد.
اولین مشتری HKS، شرکت Westinghouse Hanford، سازندهٔ رآکتورهای هسته‌ای در ایالت Westinghouse بود. قدرت ABAQUS در تحلیل‌های هم‌زمان وابسته به دما، پلاستیسیته و تماس، باعث استفاده از این نرم‌افزار در صنعت هسته‌ای شده بود.
یکی دیگر از کاربردهای اولیهٔ این نرم‌افزار در مدلسازی اسکله‌های نفتی تحت بار موج دریا بود. همچنین شرکت‌های بزرگ اتومبیل‌سازی برای طراحی‌های پیشرفتهٔ خود به ABAQUS روی آوردند
پس از طی سال‌ها، شرکت HKS، نرم‌افزار اصلی اجزای محدود خود را تحت عنوان ABAQUS\Standard تکمیل کرد. در سال ۱۹۹۱، ABAQUS\CAE برای انجام عملیّات پیش پردازش و پس پردازش تکمیل شده و به بازار عرضه شد.

## نرم‌افزار ANSYS

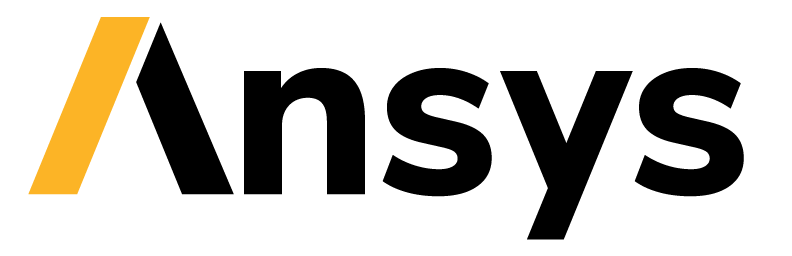
لوگوی برنامه انسیس (ANSYS)

اولین بار در سال ۱۹۷۰ توسط دکتر جان. ای. سوانسون (John A. Swanson) به عنوان سیستم آنالیز سواسون (Swanson Analysis Systems, Inc. SASI) یا SASI ارائه شد. هدف موقت این سامانه، پیشرفت نرم‌افزارهای تحلیل المان محدود برای ساختارهای فیزیکی که توانایی شبیه‌سازی استاتیکی، دینامیکی و انتقال گرما بود.
در سال ۱۹۹۴ شرکت این شرکت به TA Associates فروخته شد و از آن پس این نرم‌افزار نحت عنوان انسیس (ANSYS) به بازار عرضه شد.

### توانمندی‌های نرم‌افزار انسیس
توانمندی‌های مدل‌سازی مربوط به تحلیل گر ANSYS عبارتند از:
- جریان‌های دو بعدی، سه بعدی، دو بعدی axisymmetric، دو بعدی axisymmetric همراه با چرخش
- مش‌های مربعی، مثلثی، آجری (هگزاهدرال)، چهار ضلعی، گوه‌ای، هرمی، چند وجهی، ترکیبی
- جریانات پایدار یا ناپایدار
- جریانات قابل تراکم و غیرقابل تراکم، شامل تمامی رژیم‌های (بازه‌های) سرعت (جریان مادون صوت، جریان Transonic، جریان مافوق صوت، جریان ماوراء صوت)
- جریان غیر لزج، آرام، آشفته
- جریانات نیوتنی و غیر نیوتنی
- گازهای واقعی یا ایده‌آل
- انتقال حرارت، شامل نوع جابه جایی اجباری، جابه جایی طبیعی یا آزاد
- جا به جایی ترکیبی، انتقال حرارت در هم آمیخته

## نرم‌افزار ADAMS

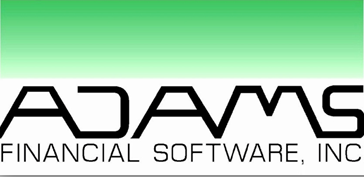
لوگوی برنامه ADAMS

یکی از قوی‌ترین (و شاید بی رقیب‌ترین) نرم‌افزارهای موجود در صنعت و حتی در مراکز تحقیقی، نرم‌افزار MSC Adams است. این نرم‌افزار حدود ۲۵ سال پیش توسط جمعی از نخبگان دانشگاه میشیگان به نگارش درآمد و تا به امروز توانسته است جایگاه قابل توجهی در صنعت به دست آورد.
این نرم‌افزار با قابلیتهای بسیار متنوع و بالای خود، مهندسان را در ایجاد، آزمایش، بررسی و بهینه کردن طرح‌های سیستم‌های مکانیکی قبل از رسیدن به پیش ساخت فیزیکی یاری می‌کند. با بهره‌گیری از بخش‌های مختلف در نظر گرفته شده در این نرم‌افزار، می‌توان با شبه‌سازی حرکتی سیستم مکانیکی، تست سینماتیکی سیستم، اندازه‌گیری نیروهای وارد بر اتصلات، Clearanceها و برخوردها، اندازه موتور و عملگر و…، عمر قطعه در چرخهٔ کاری را تعیین نمود؛ و مکان دهی قطعات را به صورت بسیار دقیقی انجام داد.
همچنین بررسی کنترلی و ارتعاش سیستم‌ها و امکان انجام تست‌ها برای قطعات قابل انعطاف از امکانات منحصربه‌فرد گنجانده شده در این مجموعه است.

### بخش‌های مختلف برنامه ADAMS
- بخش اصلی یا مرکزی نرم‌افزار
  - Adams/view
  - Adams/Solver
  - Adams/Post-processor
- بخش فرعی موضوعی
- بخش مختص صنعت

یکی از قابلیت‌های اصلی نرم‌افزار قسمت رابط برای تبدیل فرمت فایل نرم‌افزار به فرمت فایل نرم‌افزارهای دیگر مثل کتیا، انسیس، متلب و… می‌باشد.

#### بخش Adams/view
این بخش شامل مدلسازی سه بعدی، تعریف قیدها و مفصل‌های مختلف، انیمشن سه بعدی، نمایش نیروها، جابه جایی‌ها و تنش‌های مدل، Export نتایج به شکل‌های استاندارد Fatige, FEA و… می‌باشد.

#### بخش Adams/Solver
این بخش عهده‌دار حل عددی سیستم دینامیکی طراحی شده (با استفاده از روش اولر- لاگرانژ) در بخش‌های مختلف است. قابلیت جالب این بخش، حل معادلات غیر خطی با استفاده از حل‌کننده‌های مختلف است.
در نسخه‌های قدیمی نرم‌افزار، از کلاس های Fortran در حل معادلات استفاده می‌شد که در سیستم‌های پیچیده، موجب کند شدن شبه‌سازی می‌شد (با این حال Adams همواره دارای سریع‌ترین حل‌کننده‌های عددی نسبت به رقبای خود بوده‌است). اما از نسخه ۱۲ نرم‌افزار به بعد، به تدریج کلاس‌های پر سرعت ++ C استفاده شدند که در آخرین نسخه به کمال خود رسیده‌اند به‌طوری‌که سرعت حل در آن‌ها به ۵ تا ۷ برابر این سرعت در نسخه‌های پیشین می‌رسد. اهمیت این موضوع هنگامی آشکار می‌شود که سیستم پیچیده‌ای نیاز به شبیه‌سازی یا بهینه‌سازی داشته باشد. به‌طوری‌که سیستمی که در گذشته در ۲۰ ساعت اجرا می‌شد، در حال حاضر در کمتر از ۵ ساعت شبیه‌سازی می‌شود. نکتهٔ دیگر، بهره‌گیری نسخهٔ جدید نرم‌افزار از روش جدید HHT برای حل معادلات دینامیکی است. این روش به‌طور مستقیم بدون تبدیل معادلهٔ مرتبهٔ دو به مرتبهٔ یک، معادلات را حل می‌کند.

#### بخش Adams/Post-processor
این بخش از نرم‌افزار، نتایج به دست آمده از بخش‌های مختلف را نمایش می‌دهد.
نمایش به صورت نمودارهای سرعت، شتاب و …، کانتورهای اجزا محدود و Flexible Bodies، نمایش نمودارهای پردازش سیگنال و Signal Processing و… از توانایی گنجانده شده در نرم‌افزار است.
بخش دوم نرم‌افزار شامل زیر بخش‌های مختف در زمینه‌های مختلف مهندسی مکانیک است. هر یک از این زیر بخش‌ها، به کمک هستهٔ اصلی نرم‌افزار، قابلیتهای طرح را به وسیلهٔ اضافه کردن خاصیت جسم غیر صلب به مدل، بالا می‌برند. از جمله این قابلیت‌ها می‌توان به سنسورها، عملگرهای کنترلی و هیدرولیکی، خواص ارتعاش و… اشاره کرد.
در بخش سوم، این نرم‌افزار با استفاده از قابلیت برنامه‌نویسی موجود در هسته، اقدام به تولید شبهGUIهایی برای انجام کارهای اختصاصی موجود در صنایعی
چون اتومبیل، هوا، فضا و راه آهن کرده‌است. این بخش به
مهندسان اجازه می‌دهد که طرح خود را با بخش‌های پیش‌فرض استاندارد موجود درنرم‌افزار، به سرعت آزمایش می‌کنند.

## نرم‌افزارهای GAMBIT & FLUENT

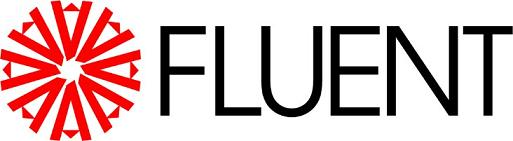
لوگوی برنامه FLUENT

این دو نرم‌افزار که عموماً به عنوان مکمل یکدیگر استفاده می‌شوند در شاخهٔ مهمی از علم مکانیک به نام CFD کاربرد دارد به همین منظور ابتدای کار توضیح مختصری در رابطه با CFD ارائه می‌دهیم:
CFD عبارت است از تحلیل سیستم‌های شامل جریان سیال، انتقال حرارت و پدیده‌های همرا ه نظیر واکنش‌های شیمیایی براساس شبیه‌سازی کامپیوتری. به عبارت دیگر CFD مدل‌سازی جریانات سیال با استفاده از حل معادلات حاکم بر جریان توسط روش‌های عددی است.
کاربردهای صنعتی و غیر صنعتی CFD:
- آیرودینامیک هواپیما و وسایل نقلیه
- هیدرودینامیک کشتیها
- نیروگاه: احتراق در موتورهای احتراق داخلی (IC) و توربینهای گاز
- توربوماشین: جریان‌های داخل گذرگاه‌های دوار، پخش‌کننده‌ها و …
- مهندسی پزشکی: جریان خون عبوری از رگها و…
- هواشناسی: پیش‌بینی وضع هوا
- مهندسی فرایند: اختلاط، جداسازی، شکل‌گیری پلیمر
- مهندسی محیط زیست: توزیع آلودگی و جریانهای گذرا

نرم‌افزار Gambit به عنوان نرم‌افزار کمکی اشکال مختلف را به اجزاهای محدود تقسیم می‌کند که به این کار اصطلاحاً مش بندی گفته می‌شود، سپس این نتایج به عنوان داده‌های جدید به نرم‌افزار فلوئنت (Fluent) ارسال شده و این نرم‌افزار عمل تحلیل را انجام می‌دهد.

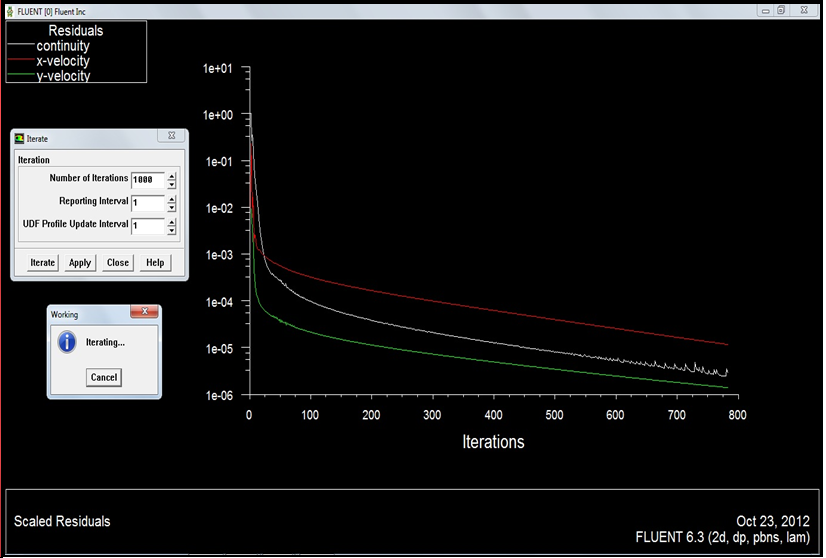
تصویری از محیط نرم‌افزار Fluent

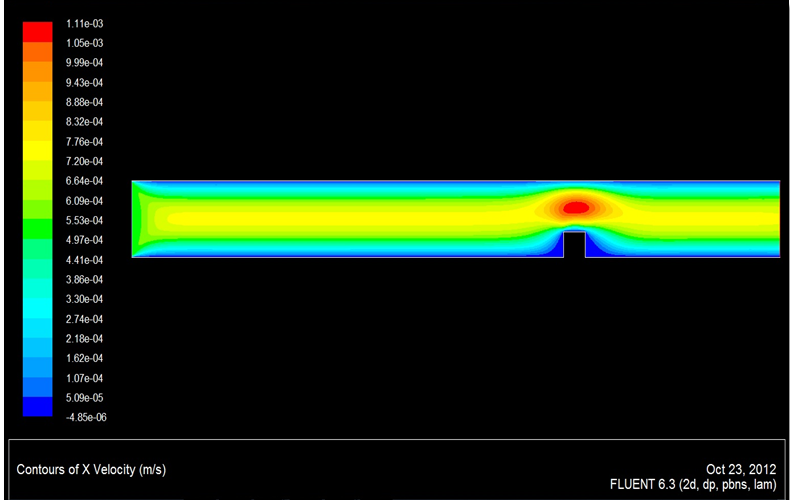
تصویری از خروجی نرم‌افزار Fluent

از جمله توانایی‌های نرم‌افزار فلوئنت (Fluent) می‌توان به موارد زیر اشاره کرد:
- جریان حول یا داخل اجسام دو بعدی یا سه بعدی
- جریانات تراکم پذیر یا تراکم ناپذیر
- ساختارهای دورانی یا ثابت
- محیط‌های متخلخل
- انتقال حرارت جابه جایی
- انتقال حرارت تشعشعی
- جریانات پایدار یا گذرا
- احتراق
- سیالات نیوتنی یا غیر نیوتنی
- فنهای یک بعدی
- مبدل‌های حرارتی
- جریانهای چند فاز